# Steve Mvoué
Steve Regis Mvoué (Yaoundé, 2 febbraio 2002) è un calciatore camerunese, centrocampista dello Start.

## Caratteristiche tecniche
Gioca come centrocampista centrale, è forte fisicamente e veloce. Può ricoprire anche il ruolo di trequartista.
Nel 2019 è stato inserito nella lista dei migliori sessanta calciatori nati dopo il 2002 stilata da The Guardian.

## Carriera

### Club
Mvoué ha iniziato la sua carriera in Camerun nell'Azur Star Yaoundé, per poi passare al Tolosa a inizio 2020. Ha debuttato in prima squadra il 20 gennaio 2021 nell'incontro di Coppa di Francia vinto 1-0 contro il Niort ed il 16 ottobre ha segnato la sua prima rete fra i professionisti in Ligue 2 contro l'Auxerre.
Il 7 settembre 2022 ha firmato un contratto biennale con il Seraing in Belgio.
Il 22 gennaio 2024 ha rescisso il contratto consensualmente con il club e tre giorni dopo ha firmato con il Portimonense, con cui firma fino al 30 giugno 2026.

### Nazionale
Nel 2019 ha vinto il campionato africano Under-17 venendo nominato miglior giocatore della competizione. Ha debuttato con la nazionale maggiore il 9 giugno 2019 nell'amichevole vinta 2-1 contro lo Zambia.

## Statistiche

### Presenze e reti nei club
Statistiche aggiornate al 1º aprile 2024.
| Stagione        | Squadra         | Campionato      | Campionato | Campionato | Coppe nazionali | Coppe nazionali | Coppe nazionali | Coppe continentali | Coppe continentali | Coppe continentali | Altre coppe | Altre coppe | Altre coppe | Totale | Totale | Totale |
| Stagione        | Squadra         | Comp            | Pres       | Reti       | Comp            | Pres            | Reti            | Comp               | Pres               | Reti               | Comp        | Pres        | Reti        | Pres   | Reti   |        |
| --------------- | --------------- | --------------- | ---------- | ---------- | --------------- | --------------- | --------------- | ------------------ | ------------------ | ------------------ | ----------- | ----------- | ----------- | ------ | ------ | ------ |
| 2020-2021       | Tolosa          | L2              | 1          | 0          | CF              | 4               | 0               |                    | -                  | -                  |             | -           | -           | 5      | 0      |        |
| 2021-2022       | Tolosa          | L2              | 3          | 1          | CF              | 4               | 0               |                    | -                  | -                  |             | -           | -           | 7      | 1      |        |
| 2021-2022       | Tolosa 2        | N3              | 6          | 2          |                 | -               | -               |                    | -                  | -                  |             | -           | -           | 6      | 2      |        |
| ago. 2022       | Tolosa 2        | N3              | 1          | 0          |                 | -               | -               |                    | -                  | -                  |             | -           | -           | 1      | 0      |        |
| 2022-2023       | Seraing         | D1              | 22         | 1          | CB              | 2               | 0               |                    | -                  | -                  |             | -           | -           | 24     | 1      |        |
| 2023-gen. 2024  | Seraing         | D2              | 7          | 0          | CB              | 0               | 0               |                    | -                  | -                  |             | -           | -           | 7      | 0      |        |
| gen.-giu. 2024  | Portimonense    | PL              | 3          | 0          | CP+CdL          | 0               | 0               |                    | -                  | -                  |             | -           | -           | 3      | 0      |        |
| Totale carriera | Totale carriera | Totale carriera | 43         | 4          |                 | 10              | 0               |                    | -                  | -                  |             | -           | -           | 53     | 4      |        |

### Cronologia presenze e reti in nazionale
| Cronologia completa delle presenze e delle reti in nazionale ― Camerun | Cronologia completa delle presenze e delle reti in nazionale ― Camerun | Cronologia completa delle presenze e delle reti in nazionale ― Camerun | Cronologia completa delle presenze e delle reti in nazionale ― Camerun | Cronologia completa delle presenze e delle reti in nazionale ― Camerun | Cronologia completa delle presenze e delle reti in nazionale ― Camerun | Cronologia completa delle presenze e delle reti in nazionale ― Camerun | Cronologia completa delle presenze e delle reti in nazionale ― Camerun |
| Data                                                                   | Città                                                                  | In casa                                                                | Risultato                                                              | Ospiti                                                                 | Competizione                                                           | Reti                                                                   | Note                                                                   |
| ---------------------------------------------------------------------- | ---------------------------------------------------------------------- | ---------------------------------------------------------------------- | ---------------------------------------------------------------------- | ---------------------------------------------------------------------- | ---------------------------------------------------------------------- | ---------------------------------------------------------------------- | ---------------------------------------------------------------------- |
| 9-6-2019                                                               | Bamako                                                                 | Camerun                                                                | 2 – 1                                                                  | Zambia                                                                 | Amichevole                                                             | -                                                                      | 68’                                                                    |
| Totale                                                                 |                                                                        | Presenze                                                               | 1                                                                      |                                                                        | Reti                                                                   | 0                                                                      |                                                                        |